# Maiberg (Kürten)
Maiberg ist ein Wohnplatz in der Gemeinde Kürten im Rheinisch-Bergischen Kreis.
Der Name leitet sich aus einer alten Flurbezeichnung ab.

## Lage
Die Ortslage liegt an der gleichnamigen Seitenstraße von Selbach südlich von Olpe.

## Geschichte
Nach dem Zweiten Weltkrieg wurde an einem alten Verbindungsweg zwischen Offermannsberg und Selbach am Waldrand eine befestigte Stichstraße mit drei Gebäuden errichtet. Ab dieser Zeit ist die Ortslage auf allen amtlichen Karten verzeichnet.